# سیارک ۱۸۰۲۰
سیارک ۱۸۰۲۰ (به انگلیسی: 18020 Amend، نامگذاری:1999JT126) هجده هزار و بیستمین سیارک کشف شده‌است که در ۱۳ مه ۱۹۹۹ کشف شد.
قدر مطلق سیارک برابر ۱۵.۵ است.